# ناثان مورغان
ناثان مورغان (بالإنجليزية: Nathan Morgan)‏ هو منافس ألعاب قوى بريطاني، ولد في 30 يونيو 1978.

## وصلات خارجية
- ناثان مورغان على موقع الاتحاد الدولي لألعاب القوى (الإنجليزية)
- ناثان مورغان على موقع اتحاد ألعاب الكومنولث (مؤرشف) (الإنجليزية)